# Technikum (Chemische Industrie)
Ein Technikum ist in der chemischen Industrie das Bindeglied zwischen Laboratorium und Großproduktion. 

## Beschreibung
Als Technikum bezeichnet man einen Versuchsstand, in dem einzelne Apparate, Maschinen oder Systeme von Apparaten, Maschinen und Hilfseinrichtungen oder Rezepte und Verfahren unter Betriebsbedingungen getestet werden. 
Technika werden genutzt, um die im Labor gefundenen Verfahrensparameter in maßstäblich verkleinerten Anlagen für die spätere Produktion in Großanlagen zu optimieren. Zusätzlich können dort erste Mengen als Muster für Kunden hergestellt werden. 
Die während des Betriebes der Technikumsanlage ermittelten Prozessparameter werden für die Planung und Auslegung der Großanlage („Scale-up“) genutzt.